# Terme di Regoledo

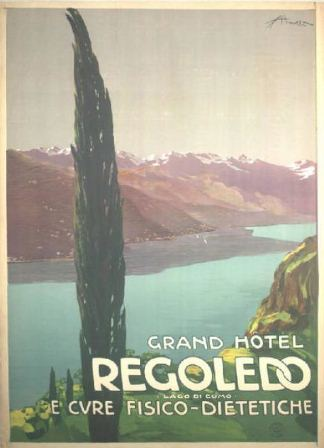
Una locandina del Grand Hotel Regoledo degli anni 1910.

Le terme di Regoledo erano un impianto idroterapico situato a Regoledo, frazione del comune di Perledo in provincia di Lecco, il cui edificio principale era quello del Grand Hotel Regoledo, dalla forma allungata che dominava una verde radura affacciata sul lago di Como.
Il complesso risale al 1851 e fu realizzato per volere di Sergio Maglia, imprenditore operante nell'industria cartiera, nei pressi della sorgente termale Cornasca. Fu attivato nel 1858 e nel 1890 fu rilevato dagli imprenditori milanesi Marini e Legnani. L'area era raggiungibile da una piccola strada sterrata tra vigne e frutteti, a piedi o noleggiando un asino, ma nel 1890 furono avviati i lavori per la realizzazione di una funicolare che potesse collegare Perledo e la stazione ferroviaria al centro termale, inaugurata il 1º settembre dello stesso anno. La funicolare venne profondamente ricostruita nel 1903 e nuovamente inaugurata dopo pochi mesi.
Con l'avvento della prima guerra mondiale il servizio della funicolare fu sospeso nel 1916 e riattivato nel 1917 quando il Grand Hotel Regoledo assunse la funzione di sezione distaccata dell'ospedale di Milano. Nel corso degli anni 1930 si assistette ad una ripresa del flusso turistico alle terme di Regoledo, ma con la seconda guerra mondiale la struttura fu nuovamente convertita a ospedale. Dopo la fine del conflitto il complesso venne impiegato come colonia estiva.
La funicolare cessò il servizio nel 1960 e oggi il Grand Hotel ospita un centro per l'assistenza di persone diversamente abili di proprietà dell'Istituto Sacra Famiglia.